# Barbara Kingsolver
Barbara Ellen Kingsolver (* 8. April 1955 in Annapolis, Maryland) ist eine US-amerikanische Schriftstellerin.

## Leben

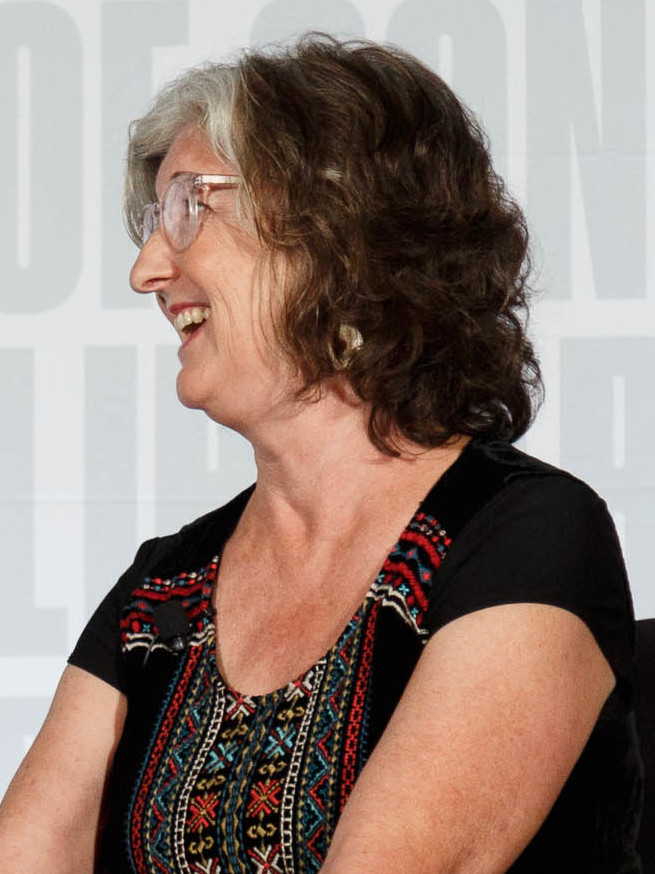
Barbara Kingsolver beim National Book Festival 2019

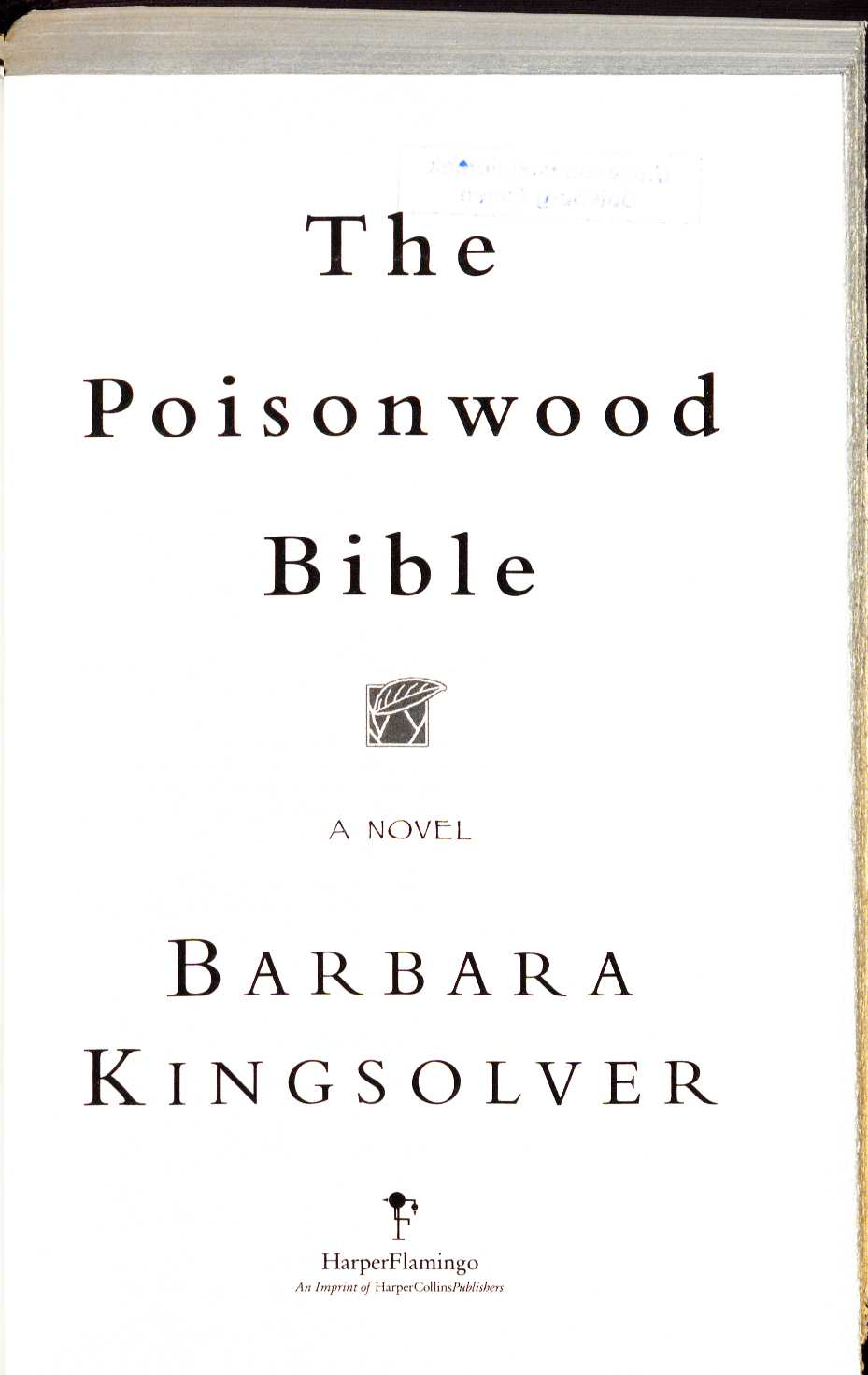
The Poisonwood Bible (1998)

Barbara Kingsolver wuchs als Tochter des Arztes Wendell Roy Kingsolver und dessen Frau Virginia Lee, geb. Henry, in Carlisle im ländlichen Kentucky auf und lebte als Siebenjährige kurze Zeit mit ihren Eltern in Léopoldville im Belgisch-Kongo. Kingsolver studierte zunächst Klavier und dann Biologie an der DePauw University (B.Sc. 1977). Sie ging für ein Jahr nach Frankreich und lebte dann die nächsten zwanzig Jahre in Tucson, Arizona, wo sie an der University of Arizona 1980 einen M.A. in Umweltwissenschaft und Biologie machte. 
Sie arbeitete eine Zeitlang als freiberufliche Journalistin und heiratete 1985 Joseph Hoffmann, mit dem sie eine Tochter hat. Ihr erster Roman erschien 1988. Aus Frust und Besorgnis über den Golfkrieg zog sie mit der Tochter für ein Jahr nach Teneriffa. 1992 trennte sie sich von ihrem ersten Mann. Im Jahr 1994 heiratete sie den Ornithologen Steven Hopp, sie haben eine Tochter. 2004 zogen sie auf eine in den Appalachen gelegene Farm bei Meadowview im Washington County (Virginia).
Ihr Roman Pigs in Heaven erhielt 1993 einen Los Angeles Times Book Prize. Neben den Romanen schrieb sie mit Animal, Vegetable, Miracle ein Buch über die Erfahrungen mit ihrer Familie, sich von lokalen Produkten zu ernähren. Ihre Bücher greifen aktuelle Themen des liberalen US-amerikanischen Bildungsbürgertums auf und ihre Bücher gelangten regelmäßig auf die Bestsellerliste der New York Times.
Kingsolver erhielt 1994 einen Ehrendoktor der DePauw University und 2008 einen der Duke University. Im Jahr 2000 wurde sie mit der National Humanities Medal geehrt. Sie erhielt eine Reihe von Stipendien und Buchpreisen, darunter 2008 einen Nautilus Book Award, 2010 für The Lacuna den Orange Prize for Fiction und stand damit 2011 auf der Shortlist des IMPAC Dublin Literary Award. 2011 erhielt sie einen Dayton Literary Peace Prize. Sie war für den PEN/Faulkner Award for Fiction nominiert und verschiedentlich für den Pulitzer Prize, den sie 2023 mit Demon Copperhead gewann. Im Jahr 2013 erhielt sie den Global Environmental Citizen Award. 2021 wurde Kingsolver in die American Academy of Arts and Letters gewählt. 
Im Jahr 2000 stiftete sie den Bellwether Prize, der Autoren der „Literatur des sozialen Wandels“ unterstützen soll. Kingsolver machte eine Zeitlang für Wohltätigkeitszwecke Musik bei der Literaten-Rockband Rock Bottom Remainders.
Im Jahr 2023 erhielt sie für ihren Roman Demon Copperhead den US-amerikanischen Pulitzer-Preis für Belletristik. Sie teilt den Preis mit Hernan Diaz (Trust), ein für diesen Preis bisher einmaliger Vorgang. Außerdem wurde das Werk in UK 2023 mit dem Women’s Prize for Fiction sowie dem James Tait Black Memorial Prize in der Kategorie „Fiction“ ausgezeichnet.

## Werke (Auswahl)
- The Bean Trees, 1988

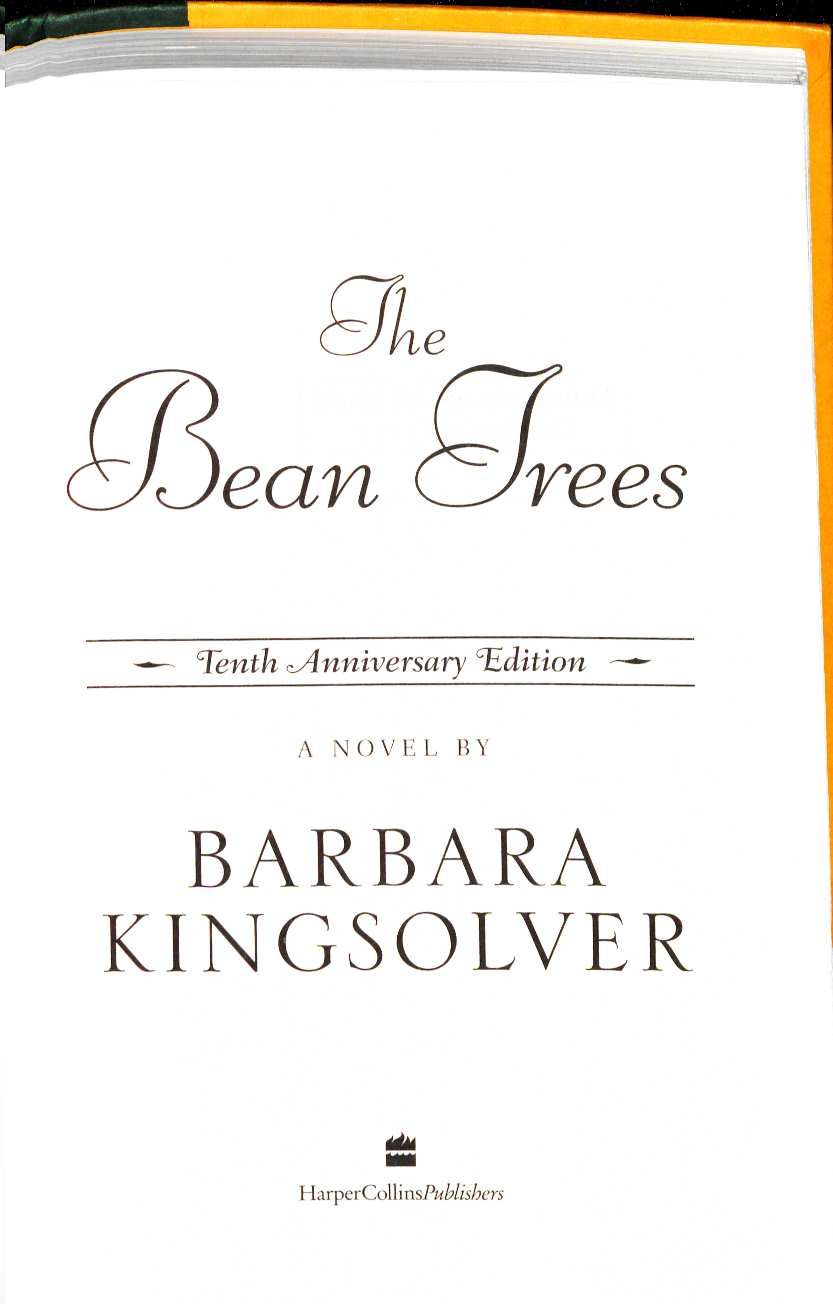
The Bean Trees, Jubiläumsausgabe 1998

  - Das Bohnenbaumglück. Roman. Übersetzung Dorothee Asendorf. München, Zürich: Piper, 1997; ISBN 978-3-492-22180-1
- Homeland and Other Stories, 1989
- Holding the Line: Women in the Great Arizona Mine Strike of 1983. 1989
- Animal Dreams, 1990
  - Die Pfauen-Schwestern. Roman. Übersetzung Astrid Arz. München, Zürich: Piper, 1996; ISBN 978-3-492-03832-4
- Another America. Gedichte, 1992
- Pigs in Heaven, 1993
  - Siebengestirn. Meine Tochter : Roman. Übersetzung Dorothee Asendorf. München, Zürich: Piper, 1994; ISBN 978-3-492-03684-9
- High Tide in Tucson: Essays from Now or Never, 1995
- The Poisonwood Bible. Harper, 1998
  - Die Giftholzbibel : Roman. Übersetzung Anne Ruth Frank-Strauss. München: Kabel, 2000; ISBN 978-3-8225-0523-6
- Prodigal Summer, 2000
  - Im Land der Schmetterlinge. Roman. Übersetzung Anne Ruth Frank-Strauss. München: Kabel, 2002; ISBN 978-3-8225-0597-7
- Small Wonder: Essays, 2002
- Last Stand: America's Virgin Lands. Fotografien Annie Griffiths Belt. 2002
- mit Steven L. Hopp, Camille Kingsolver: Animal, Vegetable, Miracle: A Year of Food Life. 2007
- The Lacuna, 2009
- Flight Behavior. 2012
  - Das Flugverhalten der Schmetterlinge. Roman. Übersetzung Sylvia Spatz. München: C. Bertelsmann, 2014; ISBN 978-3-570-10215-2
- Unsheltered. Faber, 2018
  - Die Unbehausten. Roman. Übersetzung Dirk van Gunsteren. München: dtv, 2025; ISBN 978-3-423-28463-9
- Demon Copperhead. Harper, 2022
  - Demon Copperhead. Roman. Übersetzung Dirk van Gunsteren. München: dtv, 2024; ISBN 978-3-423-28396-0